# 全民行動，反對洗腦，7月29日，萬人大遊行

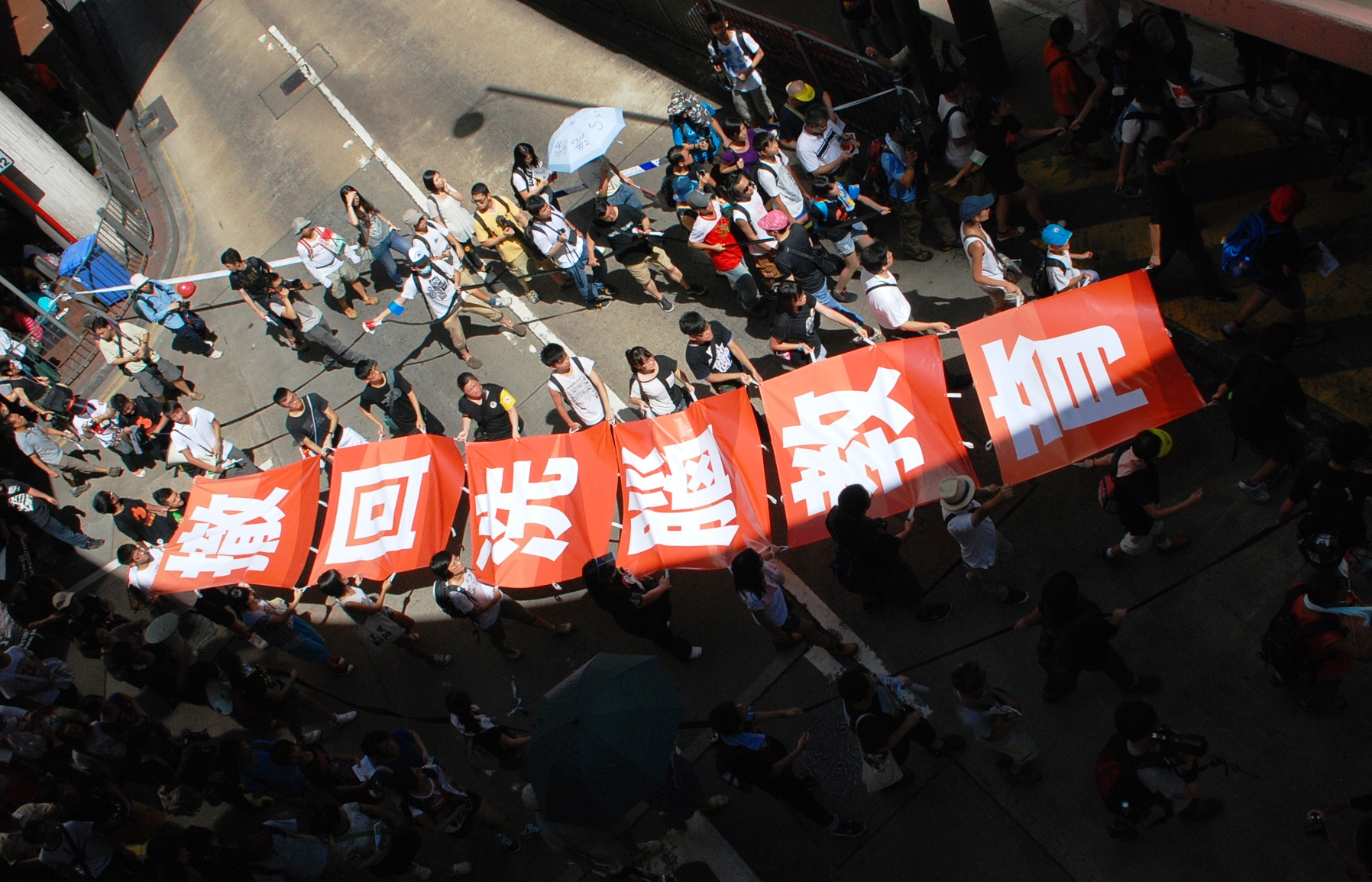
729反洗腦萬人大遊行，要求撤回德育及國民教育科

「全民行動，反對洗腦，7月29日，萬人大遊行」是香港的一次遊行示威活動，為一連串反國民教育科運動之一，於2012年7月29日下午3時由維園到添馬艦新政府總部，由民間反對國民教育科大聯盟主辦，目的是要求政府撤回德育及國民教育科。

## 發起原因
發起組織認為德育及國民教育科著重民族主義的情感灌輸，要求學生對身為中華人民共和國國民身分而感到自豪；加上由香港教育局資助出版的《中國模式國情專題教學手冊》內容偏頗，避開近代中國內地的敏感事件（如八九民運、2009年赵连海被拘捕事件、刘晓波獲2010年诺贝尔和平奖及2012年陳光誠訪美事件等），偏重於中華人民共和國成立及中國共產黨建國以來的崛起及經濟成就，及要求教師對學生「是否愛國」進行評估。如此種種爭議在香港社會引起了強烈反響，不少人認為此科目有洗腦的成份。根據《蘋果日報》委託香港大學進行的調查顯示，52%受訪者要求撤回，而支持此科的佔12%。

## 舉辦團體或組織[4]
- 主辦單位：民間反對國民教育科大聯盟
  - 成員團體：學民思潮、國民教育家長關注組、香港教育專業人員協會、香港專上學生聯會、公民教育聯席、兒童關愛網絡、香港基督徒學會、香港天主教正義和平委員會、眾樂教會、合一青年牧養平台、關注學童發展權利聯席、華人民主書院、支聯會青年組、鍵盤戰線、民間人權陣線
- 參與團體：公共專業聯盟、社會主義行動、新婦女協進會、青年聯社、國際特赦組織、香港社會工作學生聯會、香港理工大學香港專上學院社會關注組、大專行動、知行教育聯社、三師會、基督路小教會、香港自治運動、企會財課程關注組、教育進步同盟、基督徒社工、香港基督徒學生運動、民主黨、公民黨、工黨、新民主同盟、民協、社民連、人民力量、民主陣線、107動力

## 時間
2012年7月29日下午2時半集合，下午3時正開始遊行，下午4時半左右龍頭（學民思潮）抵達政府總部並開始集會，晚上7時左右龍尾抵達政府總部，晚上7時半解散。

## 路線
與2012年七一大遊行大致相同：
1. 銅鑼灣維多利亞公園（維園）
2. 銅鑼灣糖街（較後出發者則因應警方被逼開路而經高士威道）
3. 銅鑼灣怡和街
4. 灣仔軒尼詩道
5. 金鐘道
6. 金鐘樂禮街
7. 金鐘夏慤道
8. 添馬艦添美道
9. 添馬艦新政府總部

## 參與人數
- 預期人數
  - 大會：1萬人（向香港警務處申請時的預計）
    - 學民思潮因應大會預期人數，只列印7000份場刊[來源請求]
- 實際人數[5]
  - 大會：最少9萬人
  - 警方：19000人維園起步，高峰時有32000人

## 迴響

### 傳媒反應
大部份香港報章均有大篇幅地及以頭版新聞報道遊行，《蘋果日報》的篇幅更長達13頁，但沒有如月初的七一大遊行般，以特輯報道。只有《文匯報》等報章不予大篇幅及以頭條新聞報道。
根據Google的搜尋結果，是次遊行獲得逾200個國際傳媒報道，包括《紐約時報》、英國廣播公司、《金融時報》、有線電視新聞網、路透社、《華盛頓郵報》、《彭博商業周刊》、《芝加哥論壇報》、《三藩市紀事報》、《澳洲人報》、《維基新聞》、亞洲新聞台和卡塔爾半島電視台。

### 政府回應
當日下午6時半左右，遊行隊伍龍尾尚未到達添馬艦政府總部，政務司司長林鄭月娥聯同教育局局長吳克儉便召開記者會，表示政府會成立一個廣泛參與的委員會，在未來3年的推展期收集意見；行政長官梁振英在遊行翌日（2012年7月30日）表示會把教育局教材的「當代國情」部份上載，接受市民監督。但教育局指，教材要在8月末才能完成。

### 主辦團體反應
學民思潮、國民教育家長關注組均表明不會加入政府的委員會，不會「與狼共舞」，更指責政府上載教材是企圖轉移視線。學民思潮亦表示，加入等於認同此科要推行。
因應政府仍然堅持不會撤回德育及國民教育科，學民思潮在7月30日舉行記者會，宣佈發起「全民行動，十區街站，收集簽名」，於8月5日開始一連8天在全港各區設置街站，讓市民簽署，聯署要求撤回該科目（此活動得到國民教育家長關注組及大專行動加入）；學民思潮和教協更指，最後限期為9月3日，若政府在此限期前仍不撤回該科，不排除有進一步行動，將積極考慮發起全港學生罷課、老師罷教。但學民思潮強調，不希望需要發動罷課，罷課為最後一步。是次街站行動有20萬人聯署；而最後學民思潮把在8月30日把行動升級，發起「埋單計數，撤回課程，佔領政總」，持續佔領10日，高峰時有12萬人參與。
國民教育家長關注組表示，對「全面罷課」有保留，但支持老師罷教德育及國民教育科；又在Facebook指是次遊行充滿很多感動，更獲多個國際傳媒報道：「香港的高官，你們對教育的無知，不懂『國民教育』與『公民教育』截然不同，快成國際笑話了。」

### 學界反應
學者梁亦華指出，國情教材事件所引發的遊行，不止反映了民眾對教材本身內容的憂慮，亦反映了市民對官方推行國民教育時，「學術自由」及「自由市場」可能被濫用作教育以外政治目的的戒心。